# Tutti i rumori del mondo
Tutti i rumori del mondo è un film per la televisione italiano del 2007, diretto da Tiziana Aristarco, che affronta il delicato tema della sordità.

## Trama
Elena e Stefano hanno un figlio: Alessandro. Col tempo sorgono i dubbi perché Stefano, che è musicista, si accorge che il figlio non reagisce al suono. Dopo una visita specialistica, scoprono che Alessandro ha una forma di sordità completa e grave e si prospetta un'operazione chirurgica per rimediare.
Elena scopre che uno dei migliori ingegneri che lavorano a protesi acustiche vive in zona e tenta in ogni modo di convincerlo a costruire una nuova protesi per il bambino.

## Cast
La protagonista Elena Casati è interpretata da Elena Sofia Ricci.
Il personaggio del piccolo Alessandro, figlio di Elena e Stefano nato da una forma di ipoacusia, è stato interpretato prima dai gemelli Matteo Frontoni e Leonardo Frontoni, poi dall'attore bambino Gianluca Grecchi, successivamente ritiratosi dall'attività nel mondo dello spettacolo.